# Silvio Avilés
Silvio Ernesto Avilés Ramos (Jinotepe, 11 agosto 1980) è un ex calciatore nicaraguense, di ruolo difensore.

## Caratteristiche tecniche
È un terzino sinistro.

## Carriera

### Club
Comincia a giocare nel Diriangén. Nel 2003 passa al Walter Ferreti. Nel 2013 si trasferisce al Managua. Nel gennaio 2017 viene acquistato dall'UNAN.

### Nazionale
Ha debuttato in Nazionale nel 2003. Ha partecipato, con la maglia della Nazionale, alla Gold Cup 2009. Ha collezionato in totale, con la maglia della Nazionale, 22 presenze.

## Palmarès

### Club

#### Competizioni nazionali
- Primera División de Nicaragua: 4

Diriangén: 2004-2005, 2005-2006
Walter Ferreti: 2009-2010, 2010-2011